# Autoroute A 52
Die Autoroute A 52 ist eine französische Autobahn mit Beginn in Aix-en-Provence und dem Ende in Aubagne. Sie hat eine Länge von insgesamt 26 km.

## Geschichte
- 29. August 1974: Eröffnung La Bouillardisse – Pont-de-l'Etoile (Ausfahrt 33 – A 501)
- 16. Dezember 1975: Eröffnung Pont-de-l'Etoile – Aubagne-sud-est (A 501 – A 50)
- 21. März 1978: Eröffnung Châteauneuf-le-Rouge – La Bouillardisse (A 8 – Ausfahrt 33)

## Großstädte an der Autobahn
- Châteauneuf-le-Rouge
- Aubagne